# 정낙용
정낙용(鄭洛鎔, 1827년 음력 11월 24일 ~ 1914년 양력 2월 1일)은 조선 말기의 무신으로 일제강점기에 조선귀족 작위를 받았다. 자는 경구(景龜), 호는 지포(之圃)이며 본관은 영일이다.

## 생애
1855년 무과에 급제하여 선전관과 전라도 좌수사, 지방의 군수와 부사 벼슬을 거쳤다. 1879년에는 삼도수군통제사에 올랐고, 1880년에 병조참판을 역임했다.
1886년 공조판서로 입각하였고, 형조판서 등을 거쳐 의정부가 내각으로 개편된 후에도 농상공부대신 등을 지냈다. 1898년 독립협회에 대항하기 위한 관제 조직 황국협회가 대한제국 고종의 후원으로 창립되었을 때 초대 회장을 맡았다.
1899년 대한제국 중추원의 의장을 맡기도 한 원로 대신으로서, 1910년 한일 병합 조약 체결 후 10월 16일 일본 정부로부터 남작 작위를 수작했다. 그의 작위는 정주영이 습작했다. 정낙용 부자는 일제 강점기 동안 서울 종로구 명륜동의 큰 집에서 부유하게 지냈다.
2002년 발표된 친일파 708인 명단, 2008년 민족문제연구소에서 정리한 친일인명사전 수록예정자 명단에 모두 선정되었으며, 2006년 친일반민족행위진상규명위원회가 조사 발표한 친일반민족행위 106인 명단에도 포함되었다.

## 참고자료
- 친일반민족행위진상규명위원회 (2006년 12월). 〈정낙용〉 (PDF). 《2006년도 조사보고서 II - 친일반민족행위결정이유서》. 서울. 304~309쪽쪽. 발간등록번호 11-1560010-0000002-10. 2007년 10월 8일에 원본 문서 (PDF)에서 보존된 문서. 2007년 6월 21일에 확인함.